# UEFA Youth League 2020/21
Die UEFA Youth League 2020/21 hätte die achte Spielzeit des wichtigsten europäischen Wettbewerbs für U19-Vereinsmannschaften im Fußball sein sollen. Angelehnt an die UEFA Champions League wären in diesem Wettbewerb einerseits die A-Jugend-Mannschaften der Vereine, die in der gleichen Saison für die Gruppenphase der Champions League qualifiziert waren, andererseits die 32 A-Junioren-Meister der stärksten Nationen der UEFA gegeneinander angetreten.
Der Wettbewerb hätte am 24. Februar 2021 mit der Partie des FC Basel gegen den Odense BK beginnen und am 20. Mai desselben Jahres enden sollen.
Eine Woche vor Wettbewerbsbeginn gab die ausrichtende UEFA bekannt, den Wettbewerb nicht auszutragen. Verantwortlich hierfür war die weiter kritische COVID-19-Lage, aufgrund derer auch europaweite Reisebeschränkungen verhängt wurden. Eine Austragung hätte einerseits große organisatorische Probleme mit sich gebracht, anderseits auch mögliche gesundheitliche Probleme für alle Teilnehmer. Ferner wäre eine weitere Verschiebung ebenfalls nicht möglich gewesen.

## Modus
Seit der Youth-League-Saison 2015/16 wird der Wettbewerb üblicherweise jeweils ab September in einem zweigleisigen System ausgetragen, in dem die 32 A-Junioren-Mannschaften der Champions-League-Teilnehmer in einer Gruppenphase 16 Teilnehmer für die anschließende K.O.-Phase ermitteln (Champions-League-Weg) und parallel dazu 32 nationale A-Jugend-Meister im Rahmen des Meisterschaftswegs acht Teilnehmer ausspielen, die anschließend auf die acht Gruppenzweiten des Champions-League-Wegs treffen. Die acht Sieger wären im Achtelfinale auf die acht Gruppenersten des Champions-League-Wegs getroffen, die vier nach dem Viertelfinale verbliebenen Mannschaften hätten dann in einem Finalturnier im schweizerischen Nyon den Titelgewinner ausgespielt.
In Folge der COVID-19-Pandemie und den damit verbundenen Einschränkungen gerade im Spielbetrieb der Juniorenmannschaften entschloss sich die ausrichtende UEFA jedoch Ende September 2020, den Wettbewerb in der Saison 2020/21 nicht nach dem bisherigen Modus auszuspielen, sondern die insgesamt 64 teilnehmenden Mannschaften ab März 2021 ausschließlich in K.O.-Runden gegeneinander antreten zu lassen. Der Champions-League- wie auch der Meisterschaftsweg wären insofern beibehalten worden, dass bei der Auslosung der ersten und zweiten Runde die A-Junioren-Mannschaften der Champions-League-Teilnehmer gegeneinander gelost und ebenso die nationalen A-Junioren-Meister wurden. Ab dem Achtelfinale wäre dann frei gelost worden.
Folglich hätten pro Runde immer zwei Teilnehmer einmal gegeneinander gespielt, woraufhin der jeweilige Sieger in die nächste Runde eingezogen wäre. Die zuerst gezogene Mannschaft hätte Heimrecht gehabt. Pro Runde wäre stets die Hälfte der jeweiligen Mannschaften ausgeschieden, bis zum Schluss vier Teams beim Finalturnier in Nyon angetreten wären.

## U19-Regelung
Jeder Mannschaftskader hätte bis zu 40 Spieler enthalten dürfen, die am 1. Januar 2002 oder später geboren wurden (U19). Zudem durften fünf Spieler des Jahrgangs 2001 nominiert werden. Von den fünf älteren Spielern hätten darüber hinaus höchstens drei für eine Partie nominiert werden dürfen.

## Terminplan
Die UEFA sah den folgenden Terminplan zum Ablauf des Wettbewerbs vor:
| Runde                    | Auslosung       | Spiele                              |
| ------------------------ | --------------- | ----------------------------------- |
| Zweiunddreißigstelfinale | 27. Januar 2021 | 24. Februar 2021 2./3./4. März 2021 |
| Sechzehntelfinale        | 12. März 2021   | 6./7. April 2021                    |
| Achtelfinale             | 12. März 2021   | 20./21. April 2021                  |
| Viertelfinale            | 12. März 2021   | 4./5. Mai 2021                      |
| Halbfinale               | 12. März 2021   | 17. Mai 2021                        |
| Finale                   | 12. März 2021   | 20. Mai 2021                        |

## Teilnehmer
Champions-League-Weg
| - Real Madrid - FC Barcelona - Atlético Madrid - FC Sevilla - FC Bayern München - Borussia Dortmund - RB Leipzig - Borussia Mönchengladbach | - FC Liverpool - Manchester City - Manchester United - FC Chelsea - FC Brügge - Schachtar Donezk - Dynamo Kiew - Istanbul Başakşehir | - Juventus Turin - Inter Mailand - Atalanta Bergamo - Lazio Rom - Ajax Amsterdam - FC Salzburg - Olympiakos Piräus - FC Midtjylland | - Paris Saint-Germain - Olympique Marseille - Stade Rennes - Zenit St. Petersburg - Lokomotive Moskau - FK Krasnodar - Ferencváros Budapest - FC Porto |

Meisterschaftsweg
| - Celta Vigo - 1. FC Köln - SCO Angers - Tschertanowo Moskau - Benfica Lissabon - KRC Genk - Galatasaray Istanbul - AZ Alkmaar | - Sparta Prag - PAOK Thessaloniki - Dinamo Zagreb - Odense BK - FC Basel - APOEL Nikosia - Roter Stern Belgrad - Glasgow Rangers | - Dinamo Minsk - Hammarby IF - Rosenborg Trondheim - FK Qairat Almaty - Górnik Zabrze - FK Qəbələ - Maccabi Haifa - Ludogorez Rasgrad | - FC Viitorul Constanța - MŠK Žilina - NK Olimpija Ljubljana - Győri ETO FC - KF Shkëndija - Sheriff Tiraspol - KF Apolonia Fier - FC Waterford |

## Zweiunddreißigstelfinale
Am Zweiunddreißigstelfinale hätten alle 64 Teilnehmer teilgenommen, nur die Sieger hätten die nächste Runde erreicht. Im Zweiunddreißigstelfinale wären die Teilnehmer noch nach dem Champions-League- sowie dem Meisterweg geteilt gewesen. 

### Champions-League-Weg
Die Partien hätten am 3. und 4. März 2021 ausgetragen werden sollen, die Partie von Ajax Amsterdam gegen den FK Krasnodar wurde nicht terminiert.
|                          | Ergebnis |                      |
| ------------------------ | -------- | -------------------- |
| Atalanta Bergamo         | :        | RB Leipzig           |
| Borussia Mönchengladbach | :        | Lazio Rom            |
| FC Liverpool             | :        | Olympique Marseille  |
| Istanbul Başakşehir      | :        | FC Brügge            |
| Dynamo Kiew              | :        | FC Barcelona         |
| Juventus Turin           | :        | Borussia Dortmund    |
| Manchester United        | :        | Real Madrid          |
| Zenit St. Petersburg     | :        | Stade Rennes         |
| Schachtar Donezk         | :        | FC Porto             |
| Lokomotive Moskau        | :        | Ferencváros Budapest |
| FC Chelsea               | :        | FC Salzburg          |
| FC Midtjylland           | :        | Atlético Madrid      |
| Olympiakos Piräus        | :        | Manchester City      |
| FC Sevilla               | :        | Paris Saint-Germain  |
| Inter Mailand            | :        | FC Bayern München    |
| Ajax Amsterdam           | :        | FK Krasnodar         |

### Meisterschaftsweg
Die Partien hätten zwischen dem 2. und dem 4. März 2021 ausgetragen werden sollen, die Partie des FC Basel gegen den Odense BK hingegen bereits am 24. Februar.
|                       | Ergebnis |                       |
| --------------------- | -------- | --------------------- |
| FC Basel              | :        | Odense BK             |
| Galatasaray Istanbul  | :        | AZ Alkmaar            |
| Tschertanowo Moskau   | :        | Maccabi Haifa         |
| KF Apolonia Fier      | :        | Győri ETO FC          |
| Sparta Prag           | :        | Benfica Lissabon      |
| Sheriff Tiraspol      | :        | FK Qairat Almaty      |
| SCO Angers            | :        | Roter Stern Belgrad   |
| Glasgow Rangers       | :        | 1. FC Köln            |
| Dinamo Minsk          | :        | Ludogorez Rasgrad     |
| APOEL Nikosia         | :        | FC Viitorul Constanța |
| KRC Genk              | :        | MŠK Žilina            |
| Dinamo Zagreb         | :        | Rosenborg Trondheim   |
| Górnik Zabrze         | :        | PAOK Thessaloniki     |
| NK Olimpija Ljubljana | :        | Celta Vigo            |
| Hammarby IF           | :        | FC Waterford          |
| KF Shkëndija          | :        | FK Qəbələ             |

## Sechzehntelfinale
Am Sechzehntelfinale hätten die 32 Sieger der vorherigen Runde teilgenommen. Die Auslosung für das Sechzehntelfinale und alle Folgerunden hätte am 12. März stattgefunden. Im Sechzehntelfinale wären die Teilnehmer noch nach dem Champions-League- sowie dem Meisterweg geteilt gewesen. 
Die Partien hätten am 6. und 7. April 2021 ausgetragen werden sollen.

## Achtelfinale
Am Achtelfinale hätten die 16 Sieger der vorherigen Runde teilgenommen.
Die Partien hätten am 20. und 21. April 2021 ausgetragen werden sollen.

## Viertelfinale
Am Viertelfinale hätten die acht Sieger der vorherigen Runde teilgenommen.
Die Partien hätten am 4. und 5. Mai 2021 ausgetragen werden sollen.

## Halbfinale
Am Halbfinale hätten die vier Sieger der vorherigen Runde teilgenommen.
Die Partien hätten am 17. Mai 2021 im Centre sportif de Colovray in Nyon ausgetragen werden sollen.

## Finale
Im Finale hätten die beiden Sieger der vorherigen Runde den Gewinner des Turniers ermitteln sollen.
Die Partie hätte am 20. Mai 2021 im Centre sportif de Colovray in Nyon ausgetragen werden sollen.